# Danh sách đảo
Đây là danh sách các đảo trên thế giới được nhóm theo đại dương, châu lục, và theo các cách phân loại khác. Đối với danh sách xếp theo thứ hạng, xem các danh sách khác bên dưới.

## Các đảo theo quốc gia

### Châu Á
- Azerbaijan
- Bahrain
- Bangladesh
- Brunei
- Campuchia
- Trung Quốc
- Hồng Kông
- Ấn Độ
- Indonesia
- Iran
- Iraq
- Nhật Bản
- Ma Cao
- Triều Tiên
- Hàn Quốc
- Kuwait
- Malaysia
- Maldives
- Myanmar
- Pakistan
- Philippines
- Qatar
- Singapore
- Sri Lanka
- Đài Loan
- Thái Lan
- Các tiểu vương quốc Ả Rập Thống nhất
- Việt Nam
- Yemen

### Châu Âu
- Albania
- Bulgaria
- Croatia
- Cộng hòa Síp
- Đan Mạch
- Estonia
- Quần đảo Faroe
- Phần Lan
- Pháp
- Đức
- Hi Lạp
- Guernsey
- Iceland
- Cộng hòa Ireland và Bắc Ireland
- Ý
- Jersey
- Macedonia
- Malta
- Đảo Man
- Montenegro
- Hà Lan
- Bắc Síp
- Na Uy
- Ba Lan
- Bồ Đào Nha
- România
- Nga
- Serbia
- Slovakia
- Slovenia
- Tây Ban Nha
- Thụy Điển
- Thụy Sĩ
- Thổ Nhĩ Kỳ
- Ukraina
- Vương quốc Liên hiệp Anh và Bắc Ireland
  - Anh
  - Scotland
  - Wales

### Bắc Mỹ
- Danh sách các đảo ở Belize
- Danh sách các đảo ở Canada
- Danh sách các đảo ở Costa Rica
- Danh sách các đảo ở Cuba
- Danh sách các đảo ở El Salvador
- Danh sách các đảo ở Guatemala
- Danh sách các đảo ở Honduras
- Danh sách các đảo ở Mexico
- Danh sách các đảo ở Nicaragua
- Danh sách các đảo ở Ontario
- Danh sách các đảo ở Panama
- Danh sách các đảo ở Quần đảo Hoàng tử Edward
- Danh sách các đảo ở Hoa Kỳ
  - Danh sách các đảo ở Hoa Kỳ theo diện tích
    - Danh sách các đảo ở Hawaii
    - Đảo ở Puerto Rico
- Danh sách các đảo ở Jamaica
- Danh sách các đảo ở Hispaniola

### Châu Đại Dương
- Danh sách các đảo ở Samoa thuộc Mỹ
- Danh sách các đảo ở Australia
- Danh sách các đảo ở Fiji
- Danh sách các đảo ở Kiribati
- Danh sách các đảo ở Quần đảo Marshall
- Danh sách các đảo ở Nouvélle-Caledonie
- Danh sách các đảo ở New Zealand
- Danh sách các đảo ở Samoa
- Danh sách các đảo ở Quần đảo Solomon
- Danh sách các đảo ở Tonga

### Nam Mỹ
- Đảo ở Argentina
- Đảo ở Bolivia
- Đảo ở Brazil
- Đảo ở Chile
- Đảo ở Colombia
- Đảo ở Ecuador
- Đảo ở Guyane thuộc Pháp
- Đảo ở Guyana
- Đảo ở Paraguay
- Đảo ở Peru
- Đảo ở Suriname
- Đảo ở Trinidad và Tobago
- Đảo ở Uruguay
- Đảo ở Venezuela

## Danh sách các đảo cổ
- Afro-Eurasia (World Island)
- Phần lớn Đảo san hô Alphonse, Seychelles
- Americas
- Châu Nam Cực
- Australia
- Đảo núi lửa cổ Cargados Carajos, đã chìm thành đảo san hô
- Emperor Seamounts (?) (Thái Bình Dương, vùng mở rộng của Quần đảo Hawaii)
- Majority of the Great Chagos Bank
- Ile Du Sud- African Banks (ở Amirantes)
- Đảo Insular, Thái Bình Dương
- Đảo Intermontane , Thái Bình Dương
- Phần lớn Seychelles dạng granit, là tàn dư của Ấn Độ phân chia từ châu Phi.
- Nazareth Bank
- Owen Bank, Chagos Arch., đảo san hô ngập
- Owen Bank (Seychelles) (không nhầm lẫn với đảo san hô Chagos)
- Đảo Sandy
- Saya de Malha, trước đây là đảo Mascarene lớn nhất
- Soudan, Mascarenes
- Thorpe Bank, Seychelles
- Topaze Bank, Seychelles
- Walters Shoals, phía nam Madagascar, từng là đảo nhiệt đới lớn.

## Danh sách các đảo theo vùng nước
Theo đại dương:
- Đại Tây Dương
  - Biển Baltic
  - Biển Đen
    - Biển Azov

  - Biển Ireland
  - Địa Trung Hải
    - Biển Adriatic
    - Biển Aegea
    - Biển Ionia

  - Biển Caribe
- Nam Cực và tiểu Nam Cực
- Bắc Băng Dương
- Ấn Độ Dương
  - Persian Gulf
- Thái Bình Dương và Đảo Thái Bình Dương#Danh sách các đảo
  - Biển Hoa Đông
  - Biển Đông
- Nam Đại Dương

Các vùng nước khác:
- Đảo hồ
  - Ngũ Đại Hồ (Bắc Mỹ)
- Đảo sông
  - Sông Danube

## Danh sách các đảo theo châu lục
- Châu Phi
- Nam Cực và Nam Đại Dương
- Châu Đại Dương
- Châu Á
- Châu Âu
  - Các đảo châu Âu theo diện tích
  - Các đảo châu Âu theo dân số
- Châu Mỹ
  - Bắc Mỹ
  - Trung Mỹ
  - Nam Mỹ

## Các danh sách khác
- Vùng nước
- Vùng đất lớn
- Danh sách các quần đảo
- Danh sách các quần đảo theo số đảo
- Danh sách các đảo nhân tạo
- Danh sách các đảo phân chia
- Danh sách các đảo tưởng tượng
- Danh sách các quốc đảo
- Danh sách các đảo theo diện tích
- Danh sách các đảo theo đỉnh cao nhất
- Danh sách các đảo theo tên gọi
- Danh sách các đảo theo dân số
- Danh sách các đảo theo mật độ dân số
- Danh sách các đảo trong hồ
- Danh sách các đảo được đặt tên theo người
- Danh sách các đảo trong Liên minh Châu Âu
- Danh sách các đảo tư nhân
- Đảo phantom